# McLean, Texas
McLean là một thị trấn thuộc quận Gray, tiểu bang Texas, Hoa Kỳ. Năm 2010, dân số của thị trấn này là 778 người.

## Dân số
- Dân số năm 2000: 830 người.
- Dân số năm 2010: 778 người.